# Francesco Moderati

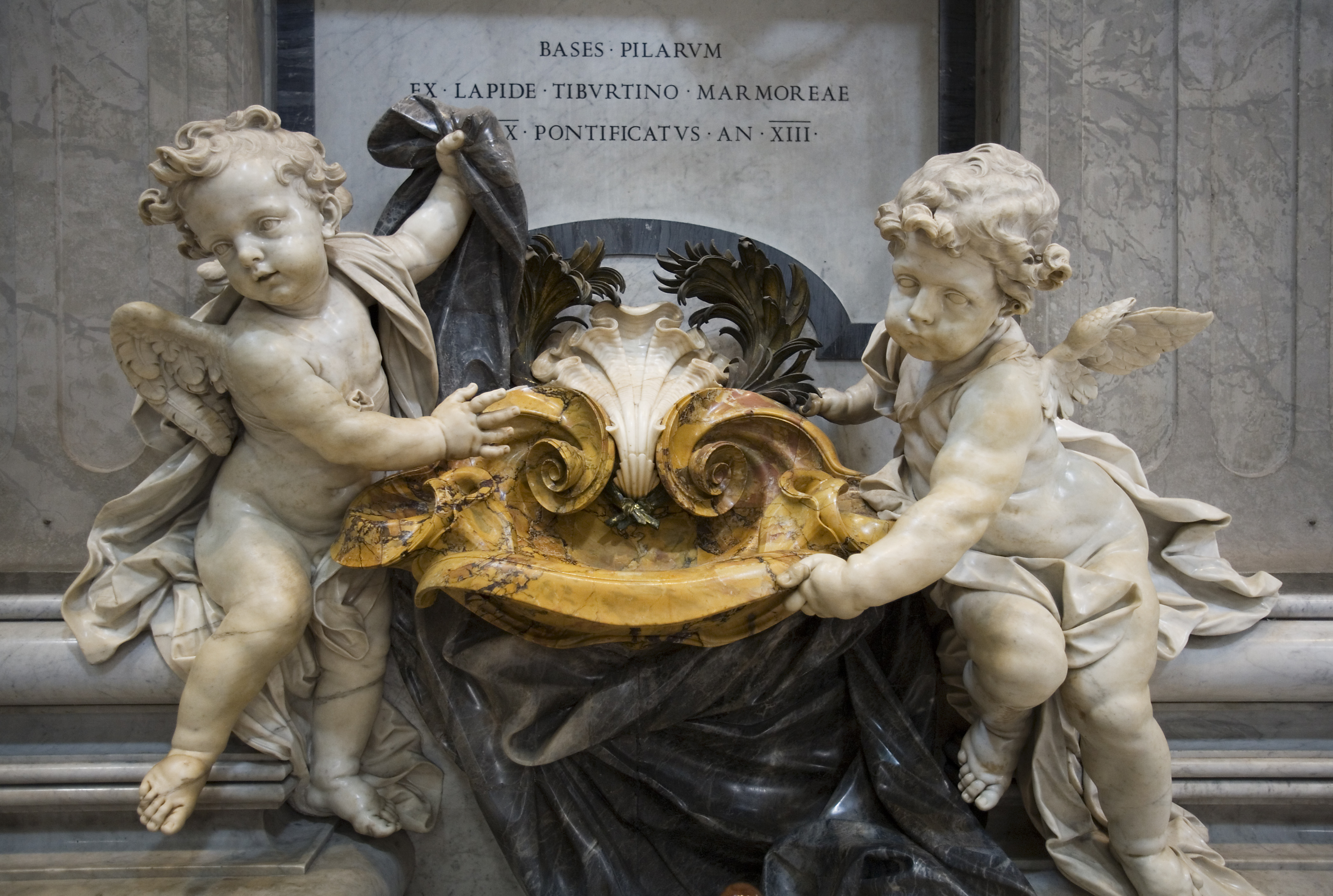
Pia de água benta na Basílica de São Pedro.

Francesco Moderati, nascido cerca de 1680 em Milão, falecido em 1724, foi um escultor e estucador italiano durante a era Barroca. Atuou principalmente em Roma.

## Obras em Roma
- Anjos – altar-mort, Sant’Agnese in Agone (juntamente com Giovanni Battista Maini)[1]
- Pia de Água Benta – Basílica de São Pedro (em conjunto com Agostino Cornacchini)[2]
- Tron – Santissima Trinità no Palazzo Monte di Pietà[3][4][5]
- Escultura de Madonna – esquina do Arco di Santa Margherita e Via del Pellegrino[3][6]
- Santo Atanásio – Santa Maria e os Mártires[7]

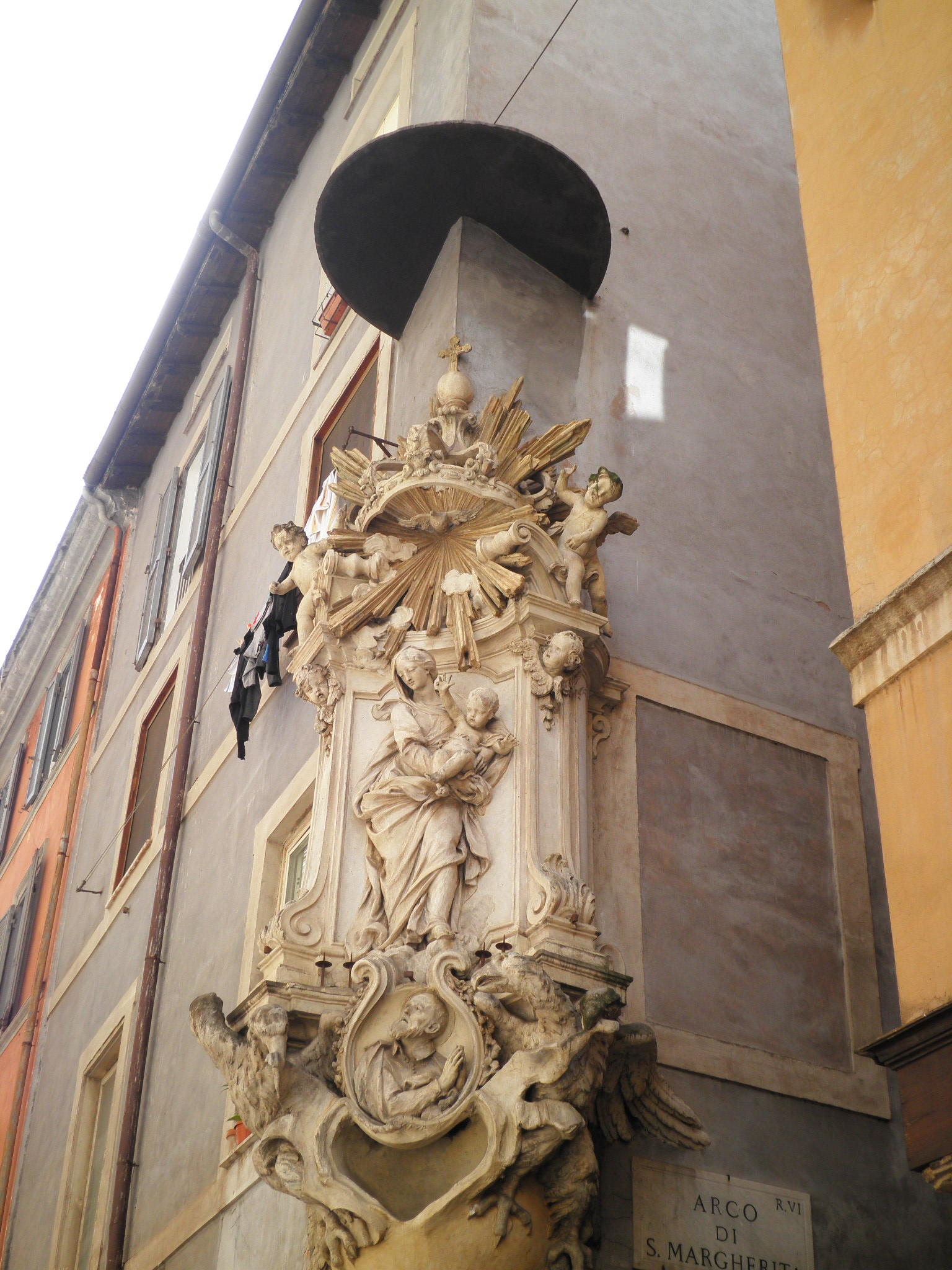
Escultura de Madonna na esquina do Arco di Santa Margherita com a Via del Pellegrino em Roma.